# Reino grecobactriano
El Reino grecobactriano (en griego antiguo: Βασιλεία τῆς Βακτριανῆς, romanizado: Basileía tês Baktrianês, lit. 'Reino de Bactriana') fue un Estado helenístico fundado en la zona de Bactriana alrededor del año 250 a. C. por el gobernador Diodoto I (Theodotos), luego de separarse del Imperio seléucida.
En su momento de máxima expansión llegó a cubrir los actuales territorios del norte de Afganistán y partes de Asia Central y la India, siendo el área más oriental del mundo helénico entre los años 250 y 125 a. C.
La posterior escisión de los territorios del norte de la India, producto de las propias convulsiones políticas de Bactriana, significaría el nacimiento del Reino indogriego y la expansión de este, que perduraría hasta el año 10 d. C.
No hay suficientes datos ciertos como para dar una historia detallada del Reino grecobactriano, por lo que la información es aproximativa y —de momento— se funda principalmente en las observaciones numismáticas, así como algunas fuentes clásicas de autores griegos, latinos, hindúes y chinos.

## Independencia del Imperio seléucida

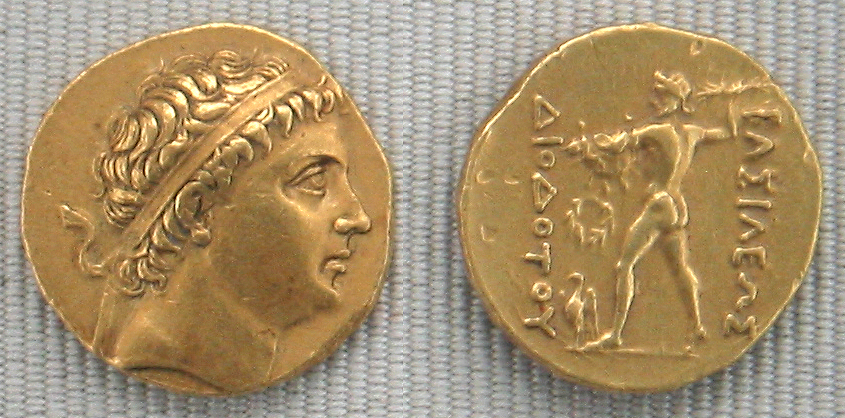
Moneda de oro de Diodoto I, c.

El Reino grecobactriano fue fundado alrededor del año 250 a. C. cuando el gobernador seléucida de Bactriana, Sogdiana y Margiana, llamado Diodoto (Theodotos), proclamó la independencia de sus territorios del poder del emperador seléucida Antíoco II, quien estaba en medio de una guerra contra la dinastía Ptolemaica de Egipto.

Diodoto, el gobernador de miles de ciudades de Bactria («en latín: Theodotus, mille urbium Bactrianarum praefectus»), ha desertado y se ha proclamado a sí mismo como rey; toda la gente del oriente siguió su ejemplo y se separó de los macedonios.
Marco Juniano Justino, XLI,4

El nuevo reino, altamente urbanizado y considerado como uno de los más ricos de Oriente («opulentíssimum illud mille úrbium Bactrianum imperium», «el extremadamente próspero Imperio bactriano, de las mil ciudades» Marco Juniano Justino, XLI, 1), aumentaría su poder y comenzaría una expansión territorial al este y al oeste:

Los griegos que causaron la revuelta de Bactria, se hicieron tan poderosos gracias a la fertilidad de su país, que se convirtieron en amos, no sólo de Ariana, también de India, como Apolodoro de Artemita dice: «Y más tribus fueron conquistadas por ellos que por el propio Alejandro...»

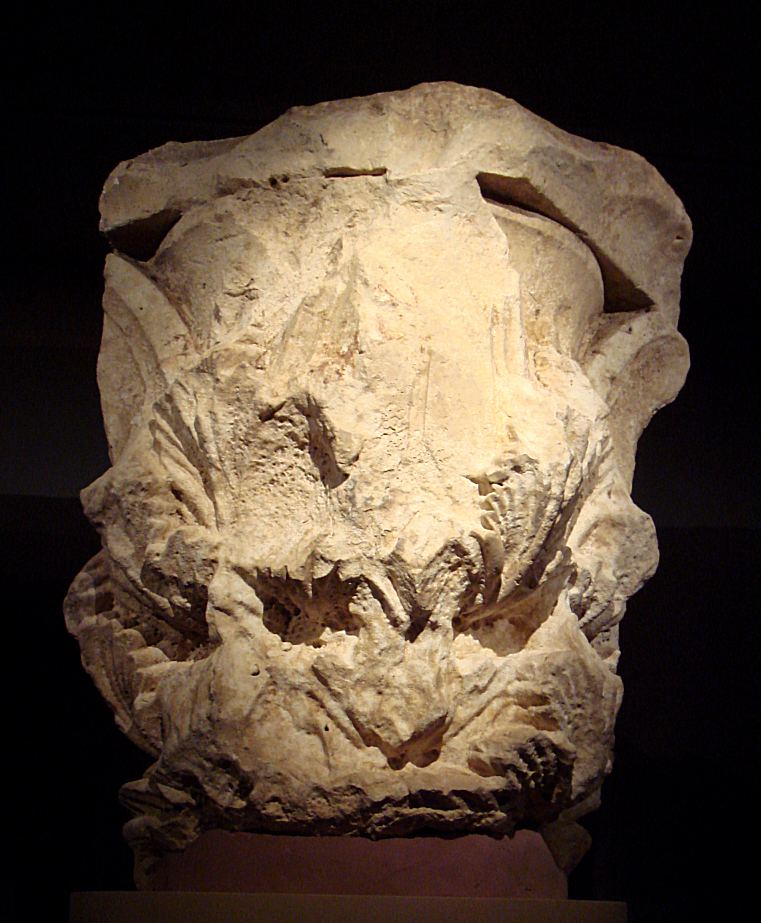
Capitel helenístico encontrado en Balh (antigua Bactriana)

Sus ciudades fueron Bactra (también llamada Zariaspa, por la cual fluye un río del mismo nombre que va a dar al Oxus), Darapsa y muchas otras. Entre esas estaba Eucratidia, que fue creada bajo su mandato.
Estrabón, XI.XI.I

Poco después en Partia, el sátrapa y autoproclamado rey Andrágoras fue derrotado por Arsaces I, comenzando así la historia del Imperio Parto, cuya expansión terminaría por desvincular a los grecobactrianos del contacto directo con el mundo griego. No obstante, el intercambio por tierra continuaría a un nivel reducido, a la vez que el comercio marítimo entre el Egipto griego y Bactriana se vería beneficiado por los cambios políticos.
Diódoto I sería sucedido por su hijo Diodoto II, quien se alió con los partos en su lucha contra Seleuco II:

Poco después, aliviado por la muerte de Diódoto, Arsaces firmó la paz e hizo una alianza con su hijo, también llamado Diódoto. Algún tiempo después peleó contra Seleuco, quien vino a castigar a los rebeldes, y venció. Los partos celebraron este día como el día que marcó el comienzo de su libertad
Marco Juniano Justino, CLI, 4

## Caída de Diodoto II (230 a. C.)

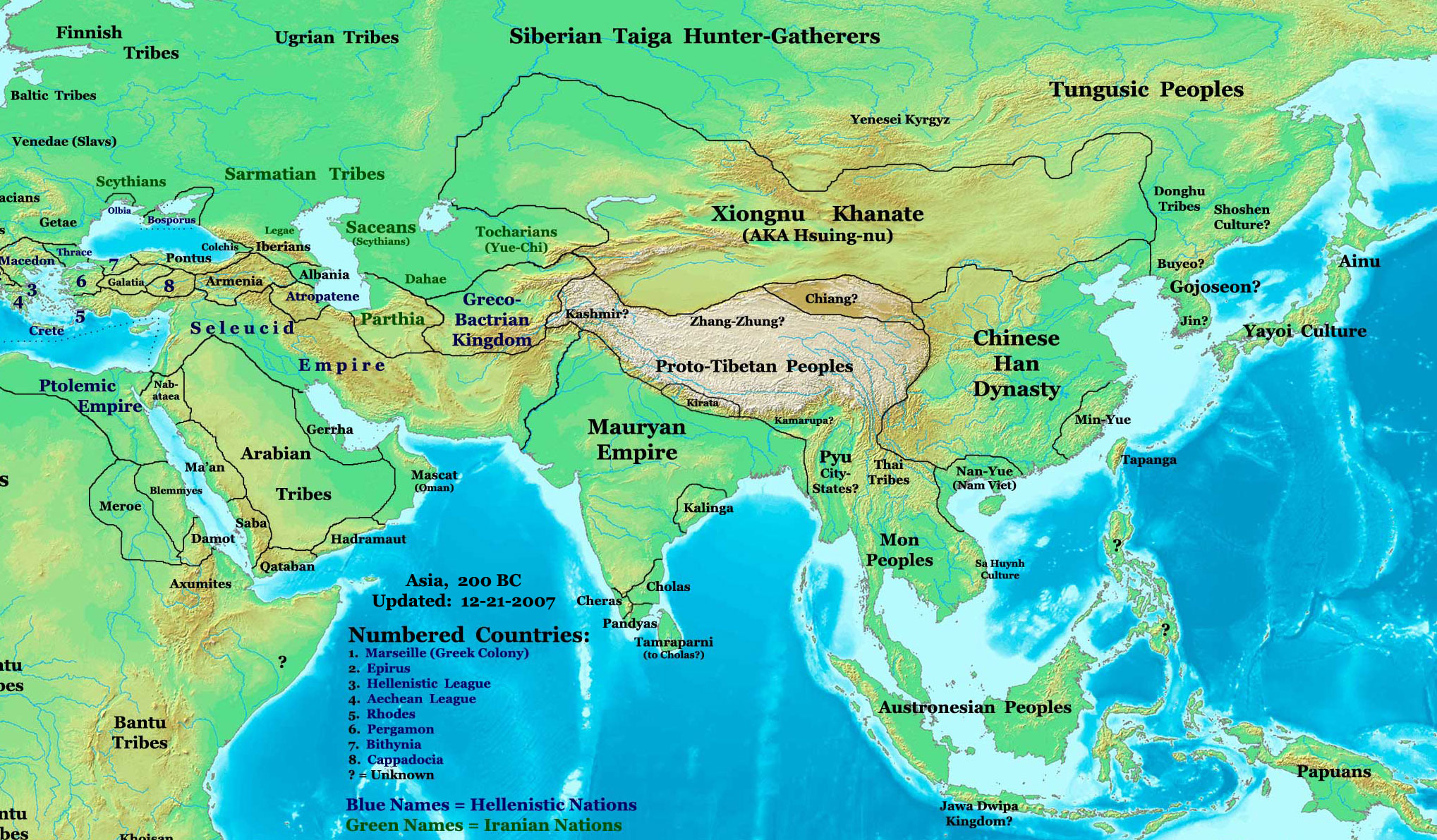
Asia en el año, mostrando al Reino greco-bactriano y a sus vecinos.

Eutidemo, un griego de Magnesia, según Polibio y posible sátrapa de Sogdiana, derrocó a Diodoto II alrededor del año 230 a. C. y dio comienzo a su propia dinastía.
El control de Eutidemo se expandió a Sogdiana, yendo tras la ciudad de Alejandría Escate fundada por Alejandro Magno en Fergana.

Y también mantuvieron Sogdiana, situada por encima de Bactriana hacia el este entre el río Oxus, que forma la frontera entre bactrianos y sogdianos, y el río Iaxartes. El Iaxartes forma también la frontera entre los sogdianos y los nómadas.
Estrabón XI.11.2

## Invasión seléucida

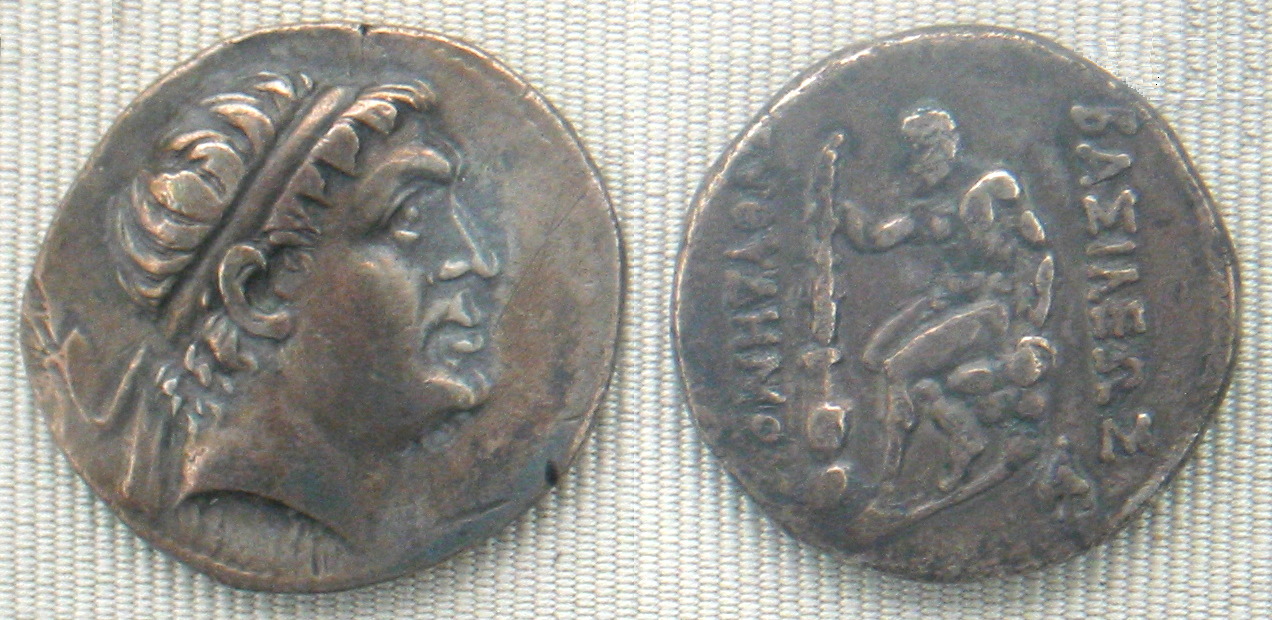
Monedas grecobactrianas mostrando al rey Eutidemo I (230-).

Eutidemo fue atacado por el regente seléucida Antíoco III alrededor del año 210 a. C. Pese a comandar 10 000 jinetes, Eutidemo inicialmente perdió una batalla en el Arius y tuvo que retroceder.
Luego de esto, resistió exitosamente un sitio de tres años en la ciudad fortificada de Bactriana antes de que Antíoco finalmente decidiera reconocer el nuevo orden y le ofreciera una de sus hijas al hijo de Eutidemo, Demetrio alrededor del 200 a. C. Fuentes clásicas también relatan que Eutidemo negoció la paz con Antíoco III, al sugerirle que él merecía crédito por la caída de Diodoto, y que protegería Asia Central de las invasiones nómadas gracias a los esfuerzos de su defensa.

...Porque si no cedía a esta exigencia, ninguno de ellos estaría seguro: viendo que grandes hordas de nómadas estaban acercándose, que eran un peligro para ambos; y que si las admitían en el país, significaría ciertamente su barbarización".
Polibio, 11.34

## Expansión geográfica
Tras la partida del ejército seléucida, el reino grecobactriano parece haberse expandido. En el oeste, áreas del noreste del actual Irán aparentan haber sido absorbidas, posiblemente hasta el interior de Partia, cuyos regentes habían sido derrotados por Antíoco III el Grande. Estos territorios probablemente tuvieron un trato similar al de las satrapías de Tapuria y Traxiana.

### Contactos con China
Hacia el norte, Eutidemo I controló Sogdiana y Fergana, y hay indicios que desde Alejandría Escate habría liderado expediciones a territorios como Kashgar y Ürümqi en el Turquestán chino, estableciendo los primeros contactos entre China y el oeste alrededor del año 220 a. C. El historiador griego Estrabón escribe:

Extendieron su imperio tan lejos como los seres y los frurs
Estrabón, XI.XI.I

Varias estatuas y representaciones de soldados griegos han sido encontradas en el norte de Tien Shan, en las zonas fronterizas de China, y se muestran hoy en día en el Museo de Sinkiang en Urumchi.
También se han sugerido influencias griegas en el arte chino (Hirth, Rostovtzeff).
Diseños con flores de roseta, líneas geométricas e incrustaciones de vidrio, señales de influencias helenísticas, en algunos antiguos espejos de bronce Han, datados alrededor del 300-200 a. C.
La numismática también sugiere que podría haber ocurrido un intercambio de tecnología en esas ocasiones: los greco-bactrianos fueron los primeros en el mundo en usar monedas de cuproníquel (en porcentaje de 75/25), una aleación sólo conocida en esa época por los chinos con el nombre de «cobre blanco» (algunas armas del periodo de los Reinos Combatientes eran de esa aleación). La práctica de exportar metales chinos, particularmente hierro, como medio de intercambio, está comprobada en ese periodo.
Los reyes Agatocles y Pantaleón fabricaron las monedas alrededor del año 170 a. C.
Las monedas de cuproníquel no volverían a ser acuñadas hasta el siglo XIX.
La presencia de chinos en India desde antiguas épocas también es sugerida por las inscripciones sobre los ciñas (sánscrito: चीन) en el Majábharata y las Leyes de Manu.
El embajador y explorador Zhang Qian, de la Dinastía Han visitó Bactriana en 126 a. C., e informó de la presencia de productos chinos en los mercados bactrianos:

Cuando estuve en Bactriana (Daxia)", informó Zhang Qian, "Vi cañas de bambú de Qiong y telas fabricadas en la provincia de Shu (actual provincia de Sichuan en China sudoccidental). Cuando pregunté a la gente cómo habían obtenido esos artículos, ellos respondieron «nuestros mercaderes van a comprarlos a los mercados de Shendu (India)»
Shiji 123, Sima Qian, trad. Burton Watson

A su retorno a China, Zhang Qian informó al Emperador Wudi sobre el nivel de sofisticación de las civilizaciones urbanas de Fergana, Bactriana y Partia, haciendo que el emperador se interesara en incrementar las relaciones comerciales con dichos territorios:

El Hijo del Cielo, tras oír esto razonó así: Ferganá (Dayuan) y los territorios de Bactriana (Daxia) y Partia (Anxi) son grandes países, llenos de excentricidades, con una población que vive en casas fijas, entregada a ocupaciones similares a las de los chinos, que dan gran valo a los ricos productos de China
Libro de Han, Antigua historia Han

Embajadores de chinos fueron enviados al Asia Central, propiciando el desarrollo de la Ruta de la Seda desde finales del siglo II a. C.

### Contactos con India
El emperador indio Chandragupta, fundador de la dinastía Maurya, había reconquistado el noroeste de la India, después de la muerte de Alejandro Magno, alrededor del 322 a. C.
Sin embargo, mantuvo contactos con sus vecinos griegos del Imperio seléucida, se establecieron alianzas dinásticas y se reconocieron matrimonios entre griegos e indios (descrito como un tratado de Epigamia en las fuentes antiguas).
Muchos griegos, tales como el historiador Megástenes, residieron en la corte maurya. Asimismo, cada emperador Maurya tuvo un embajador griego en su propia corte.
Asoka, nieto de Chandragupta, se convirtió al budismo y se volvió un gran difusor en la línea del canon Pali del Budismo Theravada, dirigiendo sus esfuerzos a los indios y al mundo helenístico desde alrededor del año 250 a. C.
De acuerdo con los Edictos de Asoka, grabados en piedra y algunos escritos en griego, envió emisarios budistas a los territorios griegos en Asia y a tierras tan lejanas como el Mediterráneo. Los edictos nombran a cada uno de los regentes del mundo helenístico en ese momento.

Las conquistas por Dharma se han ganado aquí, en las fronteras, e incluso a seiscientos ioyanas de distancia (unos 7000 km), en donde el rey griego Antíoco reina, más allá de donde gobiernan los cuatro reyes llamados Ptolomeo, Antígono, Magas y Alejandro, así como también en el sur entre los cholas, los pandyas, y tan lejos como Tamraparni
Edictos de Asoka, 13.º Edicto, S. Dhammika

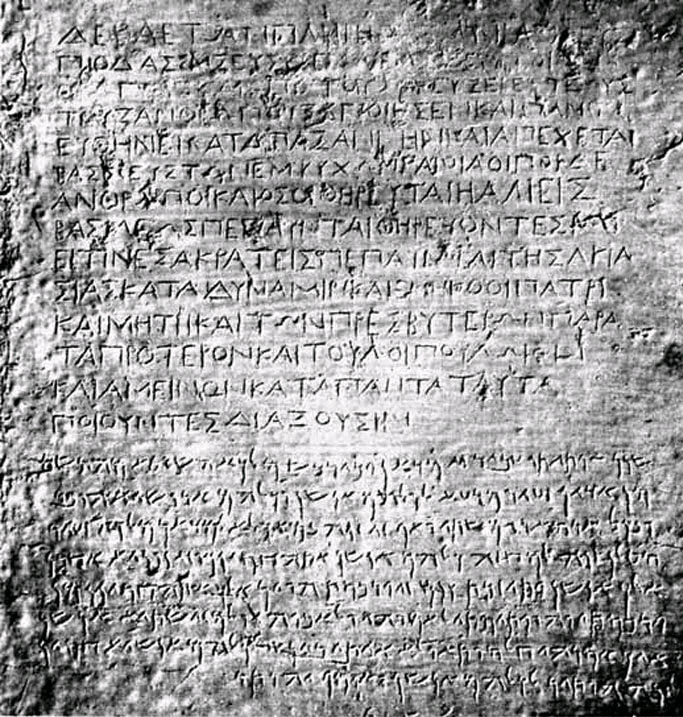
Edictos de Asoka bilingües (en griego y arameo), encontrados en Kandahar. Circa, Museo Nacional Afgano de Kabul.

Además, de acuerdo a fuentes pali, algunos de los emisarios de Asoka fueron monjes budistas griegos, indicando un cercano intercambio religioso entre las dos culturas:

Cuando el thera (anciano) Moggaliputta, el iluminador de la religión del conquistador (Ashoka), había llevado el (tercer) concilio a su fin, envió cuatro theras, uno aquí y otro allá:... y a Aparantaka (los «Países occidentales» correspondientes a Guyarat y Sind) envió al griego (Yona) llamado Dhammarakkhita (...) y el thera Maharakkhita fue enviado al país de los Yona
Mahavamsa XII

Los grecobactrianos probablemente recibieron a esos emisarios budistas (al menos a Maharakkhita), y también habrían tolerado la fe budista, pese a pequeños desencuentros. En el siglo II, Clemente de Alejandría reconoció la existencia de sramanas budistas entre los bactrianos (en ese periodo, bactriano significaba «griego oriental»), e incluso su influencia en el pensamiento griego:

Así pues, la filosofía, algo de la mayor utilidad, floreció en la antigüedad entre los bárbaros, arrojando su luz sobre las naciones. Y después llegó a Grecia. Primero estuvieron los profetas de Egipto, y los caldeos entre los asirios, y los druidas entre los galos, y los sarmana entre los bactrianos (σαρμαναίοι βάκτρων); y los filósofos de los celtas, y los magos de los persas, quienes predijeron el nacimiento del Cristo y vinieron a la tierra de Judea guiados por una estrella. También se cuentan a los gimnosofistas indios, algunos de ellos llamados sármana (σαρμάναι) y otros brahmana (βραφμαναι).
Clemente de Alejandría, Stromata I, XV

### Expansión en la India
Demetrio, hijo de Eutidemo, comenzó una invasión a la India el 180 a. C., unos pocos años después de que el Imperio mauria hubiese sido derribado por la Dinastía Sunga. Los historiadores difieren en las motivaciones detrás de esta invasión. Algunos señalan que la invasión a la India habría sido motivada para mostrar su apoyo al Imperio Maurya y proteger al budismo de las persecuciones religiosas de los sungas, tal como señalan las escrituras budistas (Tarn). Otros historiadores ha señalado que las inscripciones sobre persecuciones durante este periodo han sido exageradas (Thapar, Lamotte).
Demetrio posiblemente llegó hasta la capital imperial de Pataliputra en el este de la India (hoy en día Patna). Sin embargo, estas campañas suelen atribuírsele a Menandro I. La invasión fue completada el año 175 a. C. La consolidación de estas conquistas en el norte de la India suele llamarse como Reino indogriego, el cual sobrevivió al menos por dos siglos hasta el año 10 d. C.
La fe budista floreció bajo el reinado de los reyes indogriegos, especialmente bajo Menandro I. Fue un periodo de gran sincretismo cultural, ejemplificado por el desarrollo del grecobudismo.

## Golpe de Estado de Eucrátides
De regreso a Bactriana, Eucrátides, un general de Demetrio, gestó una rebelión en contra de la dinastía
eutidémica y estableció su propio gobierno alrededor del año 170 a. C., probablemente destronando a Antímaco I o Antímaco II.
La rama india de los Eutidémicos trató de devolver el golpe, teniéndose constancia que un rey indio llamado Demetrio (probablemente Demetrio II), habría retornado a Bactriana con 60 000 hombres para derrotar a los golpistas, pero aparentemente habría sido derrotado y asesinado en el encuentro:

Eucrátides lideró muchas guerras con gran coraje y, mientras era debilitado por ellos, fue puesto bajo sitio por Demetrio, rey de los indios. Hizo numerosas incursiones, y logró vencer a 60 000 enemigos con 300 soldados, y, por tanto, liberada después de cuatro meses, sometió la India, bajo su imperio.
Marco Juniano Justino, XLI,6

Eucrátides lanzó campañas extensivas sobre el noroeste de la India, y dirigió un vasto territorio como lo indica la acuñación de monedas griegas en muchos lugares de la India, tan lejos como el río Jhelum en Panyab. Sin embargo, finalmente fue expulsado por el rey indogriego Menandro I, quien se preocupó de crear un gran territorio unificado.
En una confusa inscripción, Marco Juniano Justino señala que Eucrátides habría sido asesinado en el campo de batalla por «su hijo y rey conjunto», que podría ser, bien Eucrátides II o Heliocles I (aunque hay especulaciones de que podría haber sido Demetrio II). Su hijo habría pasado su carro de batalla por sobre el cuerpo ensangrentado de Eucrátides, dejándolo desmembrado y sin sepultura:

Cuando Eucrátides volvió de la India, fue asesinado en el camino por su hijo, al cual había asociado a su gobierno, el cual, sin esconder su parricidio, como si no hubiese asesinado a un padre sino a un enemigo, movilizó su carro sobre la sangre de su padre, y ordenó que el cuerpo fuese dejado sin sepultura
Marco Juniano Justino XLI,6

### Derrota frente a los partos

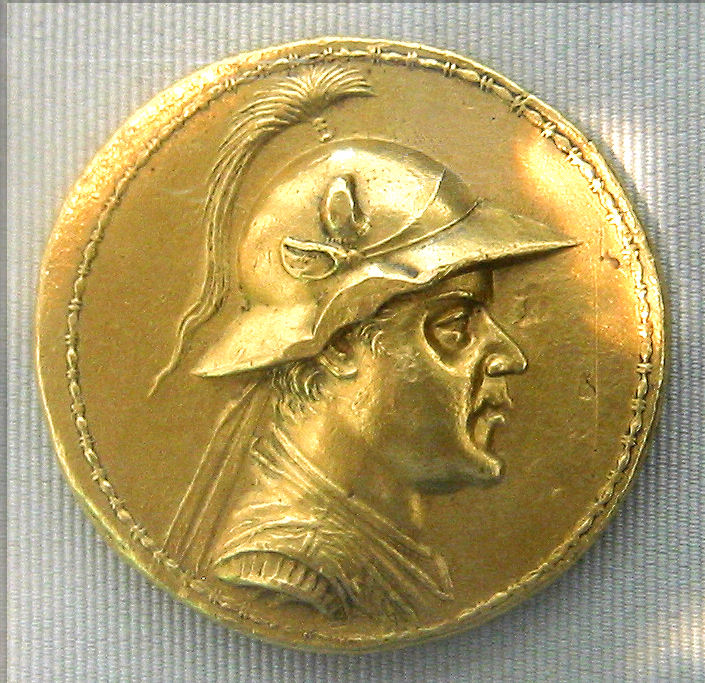
Estáter de oro de Eucrátides, la mayor moneda de oro de la antigüedad. Pesa 169,2 gramos, y tiene un diámetro de 58 milímetros.

Posiblemente durante, o después de sus campañas en la India, la Bactriana de Eucrátides habría sido atacada y derrotada por el rey parto Mitridates I, posiblemente en alianza con los partisanos de la dinastía Eutidémica:

Los bactrianos, envueltos en varias guerras, perdieron no sólo su dominio, sino también su libertad. Agotados por sus guerras contra los sogdianos, aracosios, drangianos, arios e indios, fueron finalmente aplastados, como si les extrajeran toda la sangre, por los partos, un enemigo más débil que ellos.
Marco Juniano Justino, XLI,6

Posterior a su victoria, Mitrídates I obtuvo los territorios bactrianos al oeste de Río Hari Rud, las regiones de Tapuria y Traxiana:

La satrapía de Turiva y la de Aspionus fueron tomados de Eucrátides por los partos
Estrabón XI.11.2

En el año 140 a. C., los grecobactrianos aparentemente habrían entrado en alianza con el rey seléucida Demetrio II para luchar contra Partia:

El pueblo de Oriente acogió con beneplácito su llegada (de Demetrio II), en parte debido a la crueldad del rey arsácida de los partos, en parte porque, acostumbrados a las normas de los macedonios, les disgustaba la arrogancia de este nuevo pueblo. Por esto, Demetrio, apoyado por los persas, elymes, bactrianos, enfrentaron a los partos en numerosas batallas. Finalmente, triunfó una falsa paz, en donde fue tomado prisionero.
Marco Juniano Justino XXXVI, 1,1

El historiador del siglo V Paulo Orosio, declara que Mitrídates I, ocupó territorios entre el Indo y el Jhelum hasta el fin de su reinado, alrededor del 138 a. C., antes que su reino se debilitase por su muerte en el 136 a. C.
Heliocles I terminó reinando en los territorios restantes.
La derrota, tanto en el oeste como en el este, habría dejado a Bactriana muy debilitada y abierta a invasiones nómadas del norte, a las que habría seguido su final definitivo.

## Invasiones nómadas

### Expansión yuezhi

Migraciones de los yuezhi entre el y el

De acuerdo con las crónicas Han, luego de la derrota en el 162 a. C. por los Xiongnu (Hunos), las tribus nómadas yuezhi se desplazaron desde la cuenca del Tarim hacia el oeste, cruzando la civilización de Ta-Yuan (probablemente las posesiones griegas en Fergana), y se restablecieron al norte del Oxus, en los actuales Kazajistán y Uzbekistán, en el norte de los territorios grecobactrianos.
Se describe a Ta-Yuan como una poderosa civilización urbana que tuvo numerosos contactos e intercambios con China desde el 130 a. C.
Los yuezhi aparentemente habrían ocupado los territorios grecobactrianos del norte durante el reinado de Eucrátides I, quien se encontraba ocupado luchando en India en esa época.

### Escitas

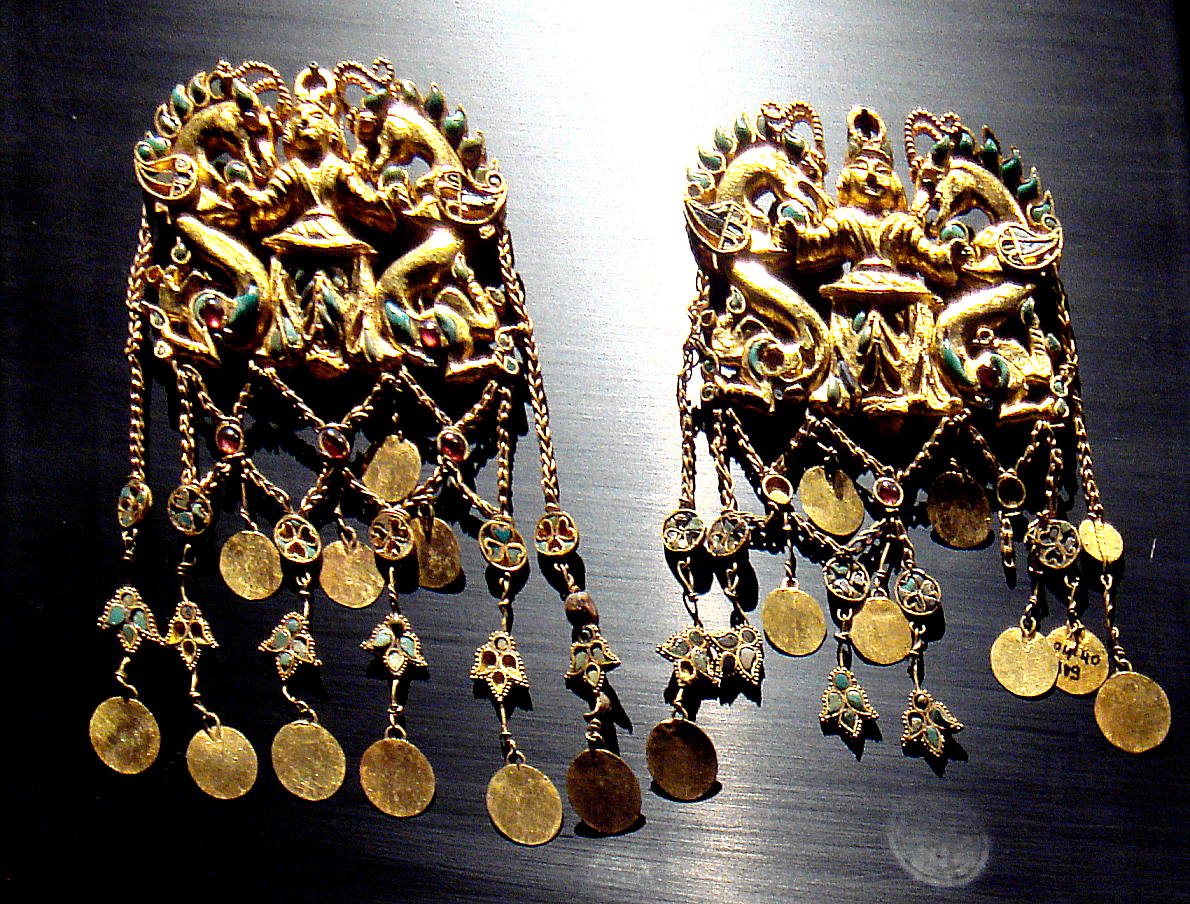
Artefactos de oro de los escitas, encontrados en Tillia tepe.

Alrededor del año 140 a. C., los escitas del este, aparentemente fueron presionados por el sur por la migración de los yuezhi, comenzaron a invadir varias partes de Partia y Bactriana.
La invasión de Partia se encuentra bien documentada, señalándose que atacaron en dirección a las ciudades de Merv, Hecatompolis y Ecbatane.
Derrotaron y asesinaron al rey parto Fraates II de Partia, hijo de Mitrídates I de Partia, enrolando a las tropas mercenarias griegas bajo su dirección (tropas adquiridas durante su victoria ante Antíoco VII Evergetes.
Nuevamente, en el 123 a. C., el sucesor de Fraates, su tío Artabano I, fue asesinado por los escitas.
Aparentemente Bactriana también fue atacada durante la movilización de los escitas.
La destrucción de la ciudad grecobactriana de Ai-Khanoum, datada alrededor del año 140 a. C. es generalmente atribuida a ellos.
Los escitas luego se desplazarían al sur y al sureste, a los actuales territorios de Afganistán e India, bajo la presión de los yuezhi.
La cultura de estas invasiones nómadas está aparentemente documentada en algunos sitios arqueológicos como Tillia Tepe, al noroeste de Afganistán.

### Segunda expansión yuezhi
Cuando Zhang Qian visitó a los yuezhi en el 126 a. C., tratando de obtener una alianza contra los Xiongnu, explicó que los yuezhi estaban asentados en el norte del Oxus, pero también tenían bajo su dominio los territorios al sur del Oxus, lo que hace referencia a Bactriana.
De acuerdo con Zhang Qian, los yuezhi representaban una considerable fuerza de entre 100 000 y 200 000 arqueros montados, con prácticas idénticas a las de los Xiongnu, los cuales probablemente habrían derrotado fácilmente a las fuerzas grecobactrianas (en el 208 a. C. cuando el rey Eutidemo I enfrentó la invasión del rey Seléucida Antíoco III Megas el Grande, comandó 10 000 soldados a caballo).
Zhang Qian visitó Bactriana (llamada Daxia en chino) el 126 a. C., y retrató a un país que se encontraba totalmente desmoralizado y cuyo sistema político se había desvanecido, pese a que su infraestructura urbana se mantenía:

Daxia (Bactriana) está localizada a más de 2 000 li al suroeste de Dayan, al sur del río Gui (Oxus). Su gente cultiva la tierra y tiene ciudades y casas. Sus costumbres son como la de los dayuan. No tiene un gran gobernante, sino un cierto número de jefes liderando sus ciudades. La gente es pobre en el uso de las armas y temerosa de las batallas, pero son inteligentes en el comercio. Después de que el Gran Yuezhi se moviese al oeste y atacase Daxia, el país entero cayó bajo su influencia. La población del país es grande, siendo alrededor de 1 000 000 o más personas. Su capital es llamada la ciudad de Lanshi (Bactriana) y tiene un mercado donde todo tipo de bienes son comprados y vendidos.
Memorias históricas por Sima Qian, citando a Zhang Qian

Los yuezhi se expandieron hacia el sur por Bactriana alrededor del 120 a. C., aparentemente presionados por las invasiones desde el norte de los Wusun. Antes de ellos, tribus escitas también habrían sido presionados, las cuales habrían continuado hasta la India, donde llegarían a ser identificadas como indo-escitas.
La invasión es también descrita en las fuentes clásicas occidentales desde el siglo I a. C., con nombres diferentes a los dados por los chinos:

Las tribus mejor conocidas son aquellas que privaron a los griegos de Bactriana, los asii, pasiani, tocarios, y sacarauli, quienes vinieron del país al otro lado del Jaxartes, opuesto a los saces y sogdianos.
Estrabón, 11.8.1

Alrededor de esa época, el rey Heliocles I abandonó Bactriana y movió su capital al valle de Kabul, desde donde dirigió sus territorios indios. Habiendo abandonado los territorios bactrianos, es técnicamente el último rey grecobactriano, pese a sus muchos descendientes. Viajó más allá del Hindu Kush, formando la parte occidental del Reino indogriego. El último de los reyes indogriegos occidentales, Hermaeus, gobernaría hasta el año 70 a. C., cuando los yuezhi invadieron nuevamente ese territorio en el Parapamisos (mientras que los reyes indogriegos orientales continuarían gobernando hasta alrededor del año 10 d. C. en el área del Panyab).
Los yuezhi permanecieron en Bactriana por más de un siglo. Se helenizaron en cierto grado, como lo sugiere su adopción del alfabeto griego para escribir su lengua irania, y por numerosas monedas, acuñadas en el estilo de los reyes grecobactrianos, con texto en griego.
Alrededor del año 20 a. C., los yuezhi se desplazaron al norte de la India, donde establecieron el Imperio kushán.

## Principales reyes greco-bactrianos

### Dinastía de Diodoto
El reino de esta dinastía abarcaba la Bactriana, Aracosia, Ferghana y Sogdiana, sus monarcas (basileos) conocidos fueron:
- Diodoto I (250-240 a. C.).
- Diodoto II -Hijo del anterior- (240-230 a. C.).

### Dinastía de Eutidemo
Esta dinastía controló Bactriana, Aracosia, Fergana y Sogdiana e inició la conquista del norte de la India.
Tras derrocar a Diodoto II ocupó su lugar:
- Eutidemo I (230-200 a. C.)
- Demetrio I (200 a 180 a. C.) hijo de Eutidemo, fue rey grecobactriano y conquistador del noroeste de la India.

El territorio obtenido por Demetrio I fue escindido en una zona occidental y otra oriental (aproximadamente separadas por la cordillera del Cáucaso hindú.

En la Bactriana entonces reinaron:
- Eutidemo II (hacia el 180 a. C.) -este rey fue probablemente hijo de Demetrio I-
- Antímaco I (probablemente de 180 a 160 a. C.), hermano de Demetrio I, fue derrotado y muerto por el usurpador Eucrátides I.

En los territorios de Parapamisos centrados en el valle de Kabul y el valle de Bagram así como en Aracosia, Gandhara y el Panyab, reinaron:
- Pantaleón I (190-180 a. C.). Pantaleón I fue posiblemente otro hermano y corregente del citado Demetrio I de Bactriana.
- Agatocles I (180 a 170 a. C.) ¿Hermano de Pantaleón I?.
- Apolodoto I (circa 170 a 160 a. C.) ¿Cuarto hermano de Pantaleón I?.
- Antimaco II "Nicéforo" (160 a 155 a. C.).
- Demetrio II (circa 155 a 150 a. C.).
- Menandro I (circa 150 a 130 a. C.), aún no está claro si pertenecía a la dinastía fundada por Eutidemo I.

### Dinastía de Eucrátides
Gobernó principalmente en la Bactriana y en la Sogdiana, sus monarcas fueron:
- Eucrátides I (170 a 145 a. C.).
- Platón I (corregente) circa 166 a. C.
- Eucrátides II (145 a 140 a. C.).
- Heliocles I (circa 140 a 130 a. C.).

Heliocles, el último rey griego de Bactriana fue derrotado por el pueblo nómada de los tocarios, procedente del Asia Central, algunos descendientes de Eucrátides I pueden haber sido basileos (‘monarcas’) del reino indogriego.

## Cultura griega en Bactriana

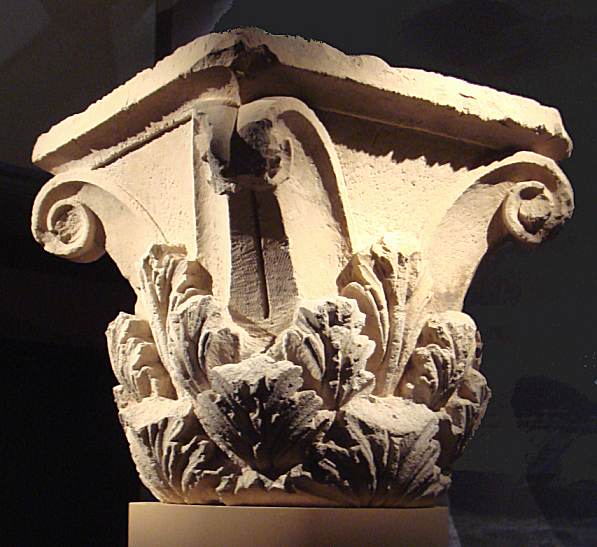
Capitel corintio encontrado en la ciudadela de Ai-Khanoum por las tropas del comandante Massoud.

Los grecobactrianos fueron reconocidos por su cultura helenística y por mantener contactos regulares tanto con el Mediterráneo y la India, llegando a intercambiar embajadores con esta última nación.
Sus ciudades, como Ai-Janoum en el noreste de Afganistán, y Bactriana (la moderna Balkh), en donde se han encontrado restos helenísticos, demuestran una sofisticada cultura urbana, llegándose a señalar que Ai-Janoum «tuvo todas las características de una ciudad helena, con un teatro griego, gimnasio y algunas casas griegas con patios coloniales» (Boardman). De hecho, restos de columnas corintias clásicas han sido encontradas en excavaciones en el sitio, de la misma manera como varios fragmentos de esculturas. También se ha encontrado un fragmento de un gran pie en estilo helenístico, el cual se estima que perteneció a una estatua de alrededor de 5 o 6 metros de altura.
Una de las inscripciones en griego encontradas en Ai-Janoum, el Herôon of Kineas, ha sido datada alrededor del 300-250 a. C., y describe preceptos délficos:

"Como niño, aprende buenos modales.

Como hombre joven, aprende a controlar las pasiones.

En la adultez, sé justo.

En la vejez, da buenos consejos.

Entonces muere, sin pesar."

Algunas de las monedas grecobactrianas y de sus sucesores indogriegos, son consideradas el mejor ejemplo de arte numismático griego, con "una buena mezcla de realismo e idealización", incluyendo las mayores monedas acuñadas en el mundo heleno: las de mayor tamaño en oro fueron acuñadas por Eucrátides I, mientras que los indogriegos se caracterizaron por el tamaño de sus monedas de plata.
Muchas otras ciudades grecobactrianas han sido identificadas, como Saksanokhur (en el sur de Tayikistán) y también Dalverzin Tepe.